# ゴールデンスピリット賞
ゴールデンスピリット賞（ゴールデンスピリットしょう）は、報知新聞社主催、日本野球機構後援による日本のプロ野球人の社会貢献活動優秀者を表彰する賞である。
受賞者には、ゴールデントロフィ（絹谷幸二・作）と特別賞（阿部雄二賞）100万円、加えて受賞者指定の団体・施設に200万円が寄贈される。

## 選考委員
- 榊原定征（日本野球機構コミッショナー）
- 長嶋茂雄（読売ジャイアンツ終身名誉監督）
- 佐山和夫（作家）
- 鈴木俊彦（日本赤十字社社長）
- 三屋裕子（公益財団法人日本バスケットボール協会会長）
- 栗山英樹（北海道日本ハムファイターズチーフ・ベースボール・オフィサー）
- 依田裕彦（報知新聞社社長）

## 受賞者
所属は受賞当時。
| 年度   | 受賞者               | 所属等                                                         | 受賞理由 |
| ------ | -------------------- | -------------------------------------------------------------- | --- |
| 1999年 | 松井秀喜             | 読売ジャイアンツ                                               | 少年のいじめ防止キャンペーン。 |
| 2000年 | 片岡篤史             | 日本ハムファイターズ                                           | 児童養護施設「愛隣会目黒若葉寮」への慰問と東京ドームへの招待。 安打1本につき1万円の「片岡基金」を設立。 |
| 2001年 | 中村紀洋             | 大阪近鉄バファローズ                                           | 大阪教育大学附属池田小学校の慰問および、大阪ドームへの招待。 |
| 2002年 | 飯田哲也             | ヤクルトスワローズ                                             | 神宮球場に自費で少年野球選手を招待する「飯田シート」を設置。 |
| 2003年 | 井上一樹             | 中日ドラゴンズ                                                 | 難病の少年少女への慰問活動。 |
| 2004年 | 赤星憲広             | 阪神タイガース                                                 | 自身の盗塁数に応じて全国の施設・病院に車椅子を寄付。 |
| 2005年 | ボビー・バレンタイン | 千葉ロッテマリーンズ監督                                       | 新潟県中越地震やスマトラ沖地震などの復興支援チャリティー試合を提案。 ハリケーン・カトリーナの被災地復興への支援。 |
| 2006年 | 和田毅               | 福岡ソフトバンクホークス                                       | プレーオフを含む公式戦の投球数に応じてワクチンを寄贈。 |
| 2007年 | 三浦大輔             | 横浜ベイスターズ                                               | 横浜市内の小学校での講演や社会福祉協議会にシーズンシートを寄付。 障害者を自費で球場に招待。 |
| 2008年 | 岩隈久志             | 東北楽天ゴールデンイーグルス                                   | Kスタ宮城に福祉施設の児童を招待する「岩隈シート」を設置。 大阪近鉄バファローズ時代からチャリティーに参加。 2007年からは1勝につき10万円をボランティア団体に寄付。 岩手・宮城内陸地震における寄付。 |
| 2009年 | 小笠原道大           | 読売ジャイアンツ                                               | 日本ハム時代から続く、自宅のある市川市社会福祉協議会などへの寄付。 小児がん患者とその家族への支援活動。 |
| 2010年 | ダルビッシュ有       | 北海道日本ハムファイターズ                                     | 口蹄疫の被害に悩む宮崎県の畜産農家に対し300万円の義援金。 自身が投球している試合1アウトにつき3万円を社会福祉法人宮崎県共同募金会へ寄付。 |
| 2011年 | 山﨑武司             | 東北楽天ゴールデンイーグルス                                   | 本塁打数に応じた「ホームラン基金」の設立。 中日・オリックス在籍時より継続して行っている、児童養護施設訪問。 岩手・宮城内陸地震における、宮城県栗原市への寄付。 |
| 2012年 | 藤川球児             | 阪神タイガース                                                 | 骨髄バンクの支援。 自身のモバイルサイトの収益の寄付。 不登校児への公式戦招待。 |
| 2013年 | 宮本慎也             | 東京ヤクルトスワローズ                                         | 日本盲導犬協会へ1安打につき1万円の寄付など、盲導犬育成の支援。 2011年から東日本大震災で被災した宮城県気仙沼市で野球教室開催。 |
| 2014年 | 栗山巧               | 埼玉西武ライオンズ                                             | 知的障害児・小児がん患者への球場招待。 東日本大震災の復興支援。 |
| 2015年 | 今江敏晃             | 千葉ロッテマリーンズ                                           | 2010年から小児がんフロンティアーズへ1打点につき1万円を寄付。 千葉県内の児童養護施設や福島県いわき市の小・中学校への訪問。 |
| 2016年 | 内海哲也             | 読売ジャイアンツ                                               | 「内海哲也ランドセル基金」を設立し児童養護施設の児童にランドセルを寄付。 東北の東日本大震災被災地の児童養護施設の支援。 |
| 2017年 | 岩田稔               | 阪神タイガース                                                 | 岩田自身も1型糖尿病患者であり、2009年から糖尿病研究基金へ1勝につき10万円を寄付。 糖尿病患者と家族を球場に招待。 |
| 2018年 | 井口資仁             | 千葉ロッテマリーンズ監督                                       | 現役時代からの車椅子寄付を始め、東日本大震災で被災した福島県須賀川市庁舎再建や熊本地震で被災した熊本県宇土市庁舎にクラウドファンディングを用いた寄付を行うなど幅広く活動。 |
| 2018年 | 王貞治、吉村禎章     | 福岡ソフトバンクホークス会長 読売ジャイアンツコーチ （特別賞） | 王は1960年より札幌市立山の手養護学校への訪問を始め、生徒たちを激励する活動を2001年まで続けた。 1990年より吉村がこの活動を引き継ぎ、現役中だけでなくコーチ就任後も頻繁に学校を訪れて生徒たちと交流を行っている。 プロ野球選手の最も古くから続く社会貢献活動の一つとして第20回の節目に特別賞が贈られた。 |
| 2019年 | 秋山翔吾             | 埼玉西武ライオンズ                                             | 自身もひとり親家庭で育った経験から、2015年よりひとり親家庭の子供たちを西武ドームに招待し、様々な交流を図った。 |
| 2021年 | 矢野燿大             | 阪神タイガース監督                                             | 現役時代より筋ジストロフィー患者や児童養護施設への応援基金「39矢野基金」を設立し、12年間で総額4500万円以上を寄付。 |
| 2022年 | 吉田正尚             | オリックス・バファローズ                                       | 2019年から公式戦でのホームラン1本につき10万円と、ファンからの募金を合わせて寄付金とし、国境なき子どもたちを通じて開発途上国で貧困に苦しむ子どもたちへ寄贈。 平成生まれで初の表彰。 |
| 2023年 | 宮西尚生             | 北海道日本ハムファイターズ                                     | 2015年より、宮西を含めた救援陣全体が公式戦で挙げたホールド・セーブ数に応じた支援額を決定。 2018年からは「北海道こどもホスピスプロジェクト」を支援先としている。 |
| 2024年 | 菅野智之             | 読売ジャイアンツ                                               | 2015年に「菅野基金」を設立し、「社会福祉法人日本介助犬協会」に、菅野のシーズン公式戦勝利数×10万円をベースにした支援金を寄付。 2019年には同協会のサポート大使に就任し、寄付支援やPR活動への協力など、多方面でサポートを継続的に取り組んできた。                                                         |